# Ryan Duncan
Ryan Andrew Duncan (Keig, 18 gennaio 2004) è un calciatore scozzese, centrocampista dell'Aberdeen.

## Carriera

### Club
Duncan è cresciuto nel settore giovanile dell'Aberdeen, dove ha debuttato il 22 novembre 2020 nell'incontro di Scottish Premiership perso 4-0 contro i Rangers. Il 28 settembre 2021 è stato prestato al Peterhead fino a gennaio, prestito in seguito esteso fino a giugno.
Tornato all'Aberdeen, ha segnato la sua prima rete con il club biancorosso il 27 agosto contro il Livingston.

### Nazionale
Ha giocato nella nazionale scozzese Under-17.

## Statistiche

### Presenze e reti nei club
Statistiche aggiornate al 19 maggio 2024.
| Stagione        | Squadra           | Campionato      | Campionato | Campionato | Coppe nazionali | Coppe nazionali | Coppe nazionali | Coppe continentali | Coppe continentali | Coppe continentali | Altre coppe | Altre coppe | Altre coppe | Totale | Totale | Totale |
| Stagione        | Squadra           | Comp            | Pres       | Reti       | Comp            | Pres            | Reti            | Comp               | Pres               | Reti               | Comp        | Pres        | Reti        | Pres   | Reti   |        |
| --------------- | ----------------- | --------------- | ---------- | ---------- | --------------- | --------------- | --------------- | ------------------ | ------------------ | ------------------ | ----------- | ----------- | ----------- | ------ | ------ | ------ |
| 2020-2021       | Aberdeen          | SP              | 1          | 0          | CS+CdL          | 0               | 0               |                    | -                  | -                  |             | -           | -           | 1      | 0      |        |
| ago. 2021       | Aberdeen Reserves |                 | -          | -          | CC              | 2               | 0               |                    | -                  | -                  |             | -           | -           | 2      | 0      |        |
| 2021-2022       | Peterhead         | 1D              | 15         | 3          | CS+CdL+CC       | 2+0+0           | 0               |                    | -                  | -                  |             | -           | -           | 17     | 3      |        |
| 2022-2023       | Aberdeen Reserves |                 | -          | -          | CC              | 1               | 0               |                    | -                  | -                  |             | -           | -           | 1      | 0      |        |
| 2022-2023       | Aberdeen          | SP              | 23         | 1          | CS+CdL+CC       | 1+6             | 0+1             |                    | -                  | -                  |             | -           | -           | 30     | 2      |        |
| 2023-2024       | Aberdeen          | SP              | 9          | 0          | CS+CdL          | 2+2             | 0               | UEL+UECL           | 2+4                | 0                  |             | -           | -           | 19     | 0      |        |
| Totale carriera | Totale carriera   | Totale carriera | 48         | 4          |                 | 16              | 1               |                    | 6                  | 0                  |             | -           | -           | 70     | 5      |        |

## Palmarès
- Coppa di Scozia: 1

Aberdeen: 2024-2025